# Kottby
Kottby (finska: Käpylä) är en stadsdel i Gammelstadens distrikt i Helsingfors stad. 
Kottby är mest känd för det stora området med trähus öster om Backasgatan, kallat för Trä-Kottby (finska: Puu-Käpylä). Denna del av Kottby byggdes som en "villastad för arbetare" och området, som bebyggdes på 1920-talet, anses vara Helsingfors arkitektoniskt bäst planerade trähusområde. 
Inför de olympiska spelen byggdes Olympiabyn söder om Trä-Kottby. Den byggdes ursprungligen för sommarspelen 1940, som inställdes på grund av andra världskriget, och utvidgades inför de olympiska sommarspelen 1952. Småhusen är ritade av Martti Välikangas. Arkitekten Akseli Toivonen utvecklade ett elementsystem för att möjliggöra att bygga billiga hus på kort tid.
Kottby järnvägsstation är en pendelstågsstation vid Stambanan. 

## Bilder

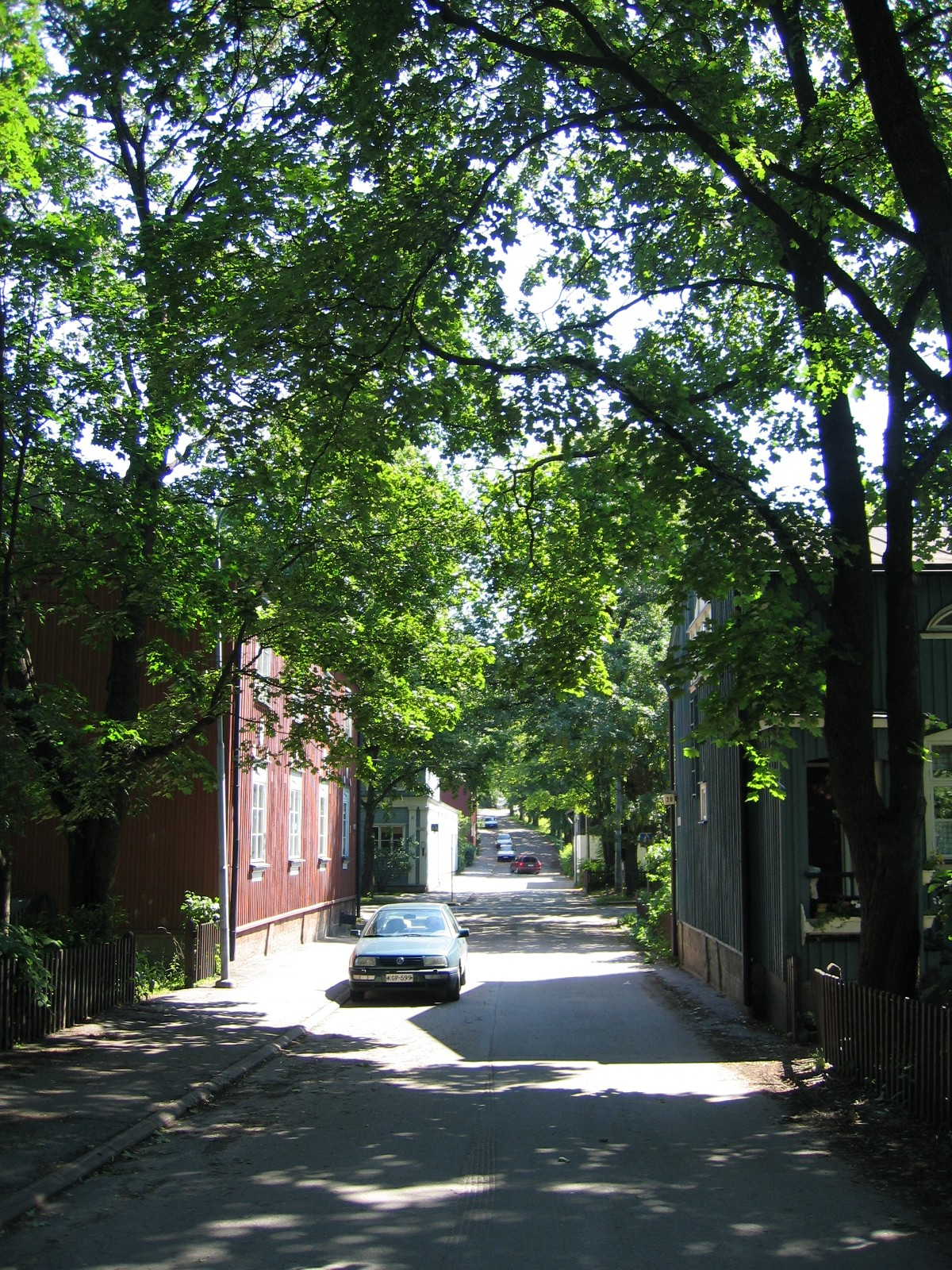
Metsolavägen i Trä-Kottby
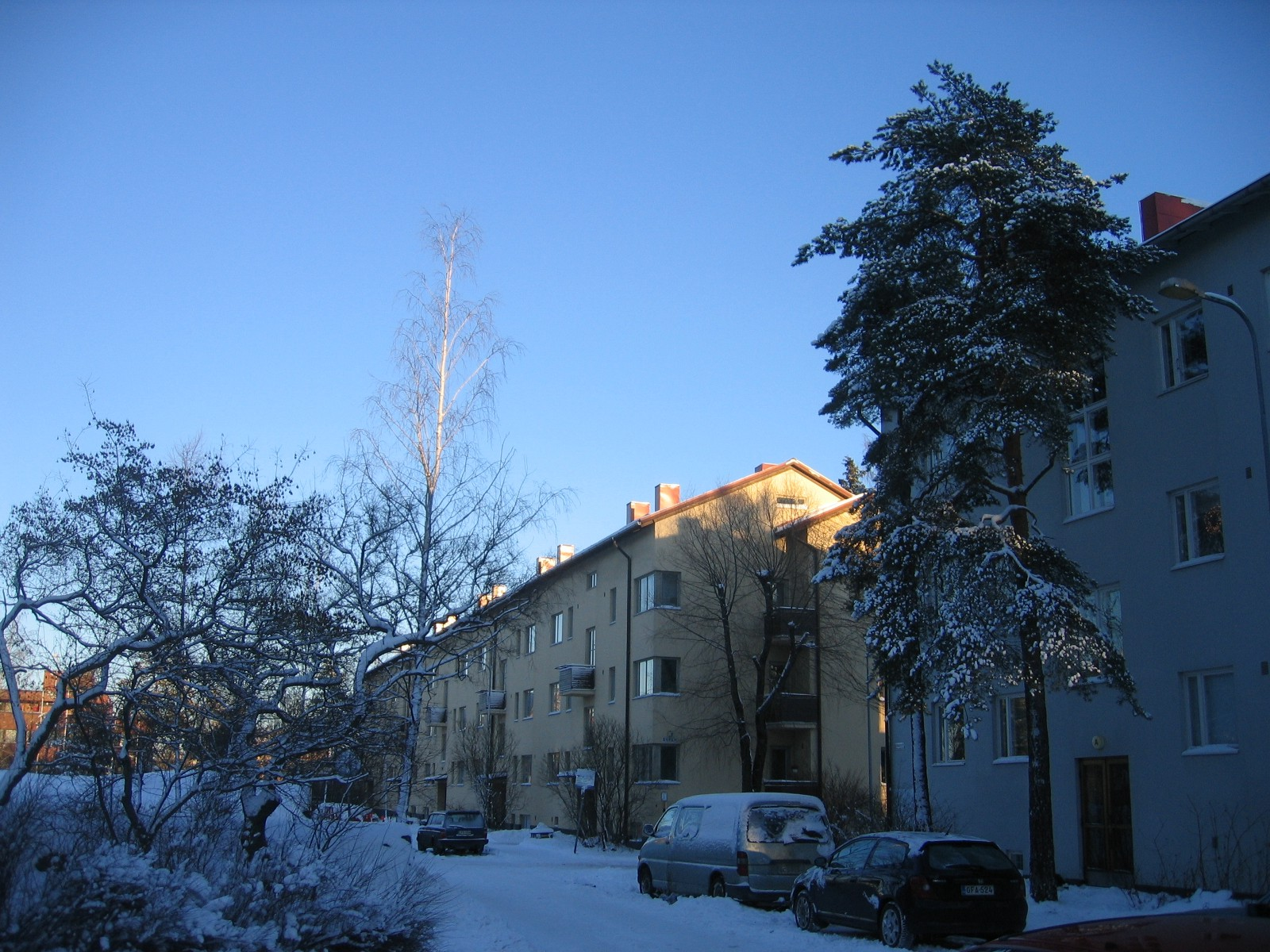
Olympiabyn